# Templo romano de Augustóbriga
El templo de Augustobriga, más conocido como "Los Mármoles", es un templo romano que se encuentra en un excelente estado de conservación. Originariamente se encontraba en el foro de la ciudad romana de Augustóbriga, que custodiaba el vado de Alarza, uno de los pocos puntos por donde se podía cruzar el río Tajo

hasta hace pocos siglos, lo que lo convertía en un lugar estratégico y permitió florecer a la ciudad

. En 1931 fue declarado Bien de Interés Cultural (BIC). En 1957 se iniciaron las obras de construcción del embalse de Valdecañas, lo que terminaría por inundar toda la zona del antiguo vado, incluida la población de Talavera la Vieja (Talaverilla), que no era otra que la antigua ciudad romana de Augustóbriga. 

Como este templo había sido declarado BIC, antes de terminar la presa, en el 1963

, fue desmontado y trasladado unos 6 km más al este, a lo que sería la orilla del embalse, en el término de Peraleda de la Mata. Desavenencias con los dueños de la finca de Alarza a causa del camino de acceso que había que abrir llevaron a la constructora del embalse, la compañía Hidroeléctrica Española a desmontarlo de nuevo y reconstruirlo en la orilla de enfrente, ya en el término de Bohonal de Ibor, pero esta vez junto a la actual carretera EX-118 (la que va de Peraleda de la Mata a Guadalupe), de modo que no hubiera problemas con el acceso. Sus coordenadas actuales son 39°48'24.9" N 5°28'56.1"O. Esta intervención, aunque ajetreada, es lo que ha permitido a este monumento conservar su buen estado, al contrario de otros que quedaron sumergidos y periódicamente afloran, degradándose irremediablemente.
Tradicionalmente se dudaba sobre si este edificio sería un templo o una curia

(el equivalente al edificio del Ayuntamiento), siendo frecuente tratarlo como curia y declararlo "el único pórtico de curia conservado íntegramente" en el mundo. En las excavaciones realizadas por García y Bellido en 1962 el asunto quedó zanjado y se demostró que no era curia sino templo, principalmente por dos motivos, el hecho de que formaba conjunto con otros dos templos en el foro (replicando el esquema de tres templos tan común en otras poblaciones hispánicas, como Cáparra), o el hecho de que tuviera originalmente una escalinata de acceso con tres escalones, rasgo típico de los templos.

## Descripción
El templo es de planta rectangular, orientado al sur y en lo alto de un alto barranco, reproduciendo así su ubicación original, aunque ahora el barranco suela estar en gran parte cubierto por las aguas.
El basamento es de sillares de granito, que forma una moldura que recorre el rectángulo de la base al completo. Un pequeño escalón formado por un hueco en este basamento hace hoy las veces de umbral de entrada. Antiguamente este hueco era el punto central del final de una elevada escalinata que hoy sólo se intuye por quedar nada más que el arranque de su pared lateral. El pórtico está formado por cuatro columnas frontales y dos laterales, y está conservado íntegramente. Tras el espacio del pórtico estaría la cella o sala cerrada que era el habitáculo interior donde estaba la estatua del dios o diosa (no sabemos quién sería) y donde se quemaba el incienso en su honor. De la cella no queda ningún resto. Unos expertos creen que al ser sillares fáciles de desmontar se los llevarían para reutilizar, otros creen que tal vez la cella fuese de mampostería de baja calidad y no resistió el paso del tiempo. 

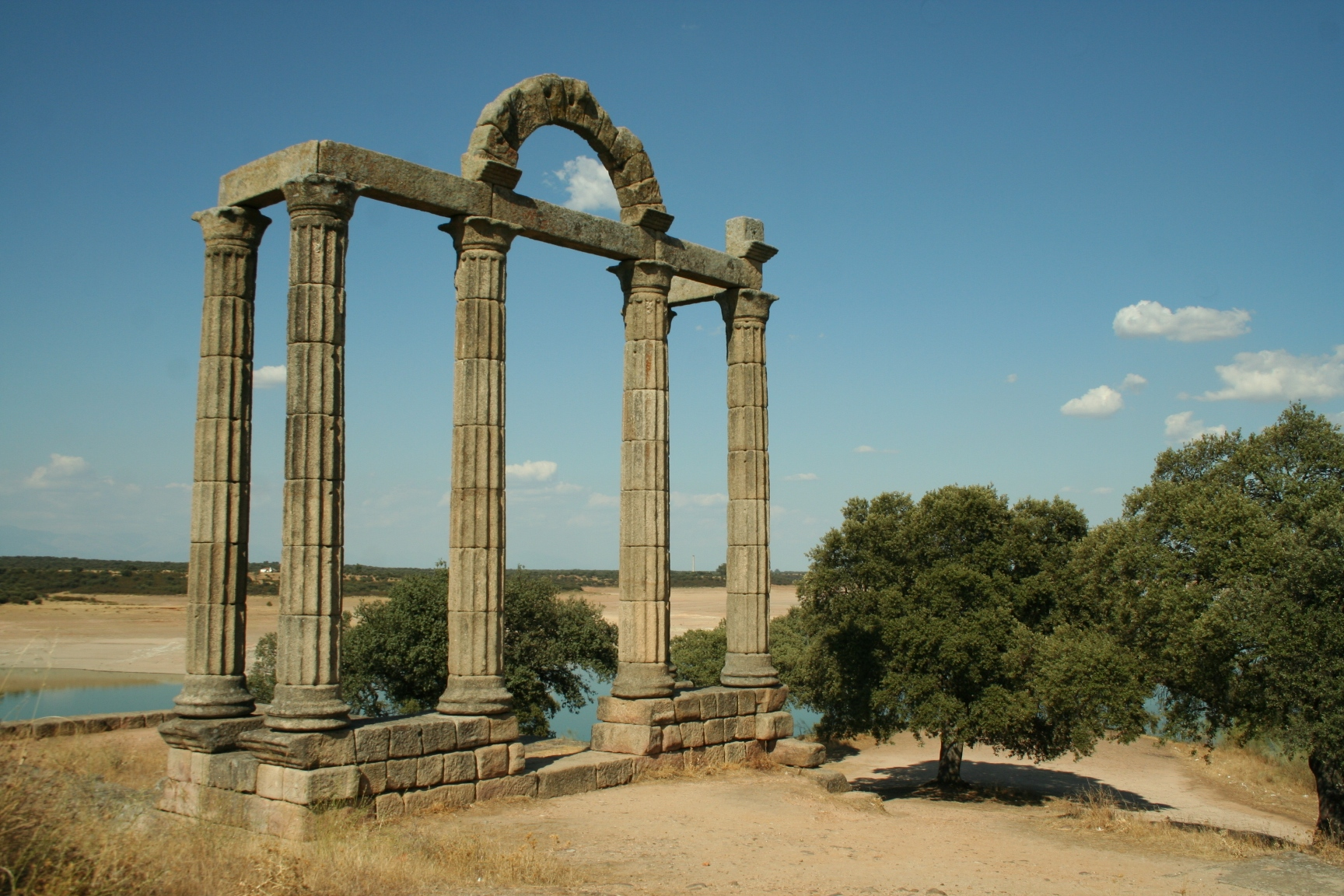

Lo verdaderamente peculiar de este templo, poco frecuente en la arquitectura de templos romanos, y menos aún en el imperio occidental, es el arco que ocupa el lugar donde estaba el tímpano del frontón. Este tipo de arcos tiene su origen en la arquitectura oriental de Alejandría o Siria. Esto es un rasgo típico del carácter orientalizante que tuvo Augustóbriga, pues de siempre mantuvo muchos contactos con la parte oriental del Imperio y vemos su influencia aquí también

. Lo que tampoco tienen claro los expertos es si este arco era un simple arco de descarga, por lo que probablemente iría tapiado y cubierto, o si fue usado como elemento decorativo o estructural pero a la vista, tal vez dando luz a un tragaluz que iluminase la cella. 
Las columnas de la fachada y toda su estructura son de granito, pero incluso hoy todavía son bien visibles en las acanaladuras de las columnas restos de estuco (yeso). Este estuco tendría un acabado brillante imitando el mármol, de ahí el nombre que aún hoy recibe el monumento, "Los Mármoles". Crónicas antiguas mencionan que ese estuco estaba mezclado con polvo de cristal para darle un brillo más intenso, hasta el punto de que a una milla de distancia se lo veía brillar.

Las columnas se apoyan en basas de doble toro pero sin plinto, y los fustes estriados están formados por siete sillares cilíndricos casa uno. Los capiteles son hoy de aspecto simple y con unos salientes de apariencia extraña y deforme. Estos salientes originariamente estarían diseñados para sujetar un revestimiento de estuco que crearía elaborados capiteles de estilo corintio. Sobre los capiteles se apoya un arquitrabe que el historiador Hermosilla (siglo XVIII) vio recubiertos de estuco de gran consistencia, siendo él la única fuente que lo menciona

. Sobre el arquitrabe había una cornisa corrida de la que hoy sólo se conservan tres sillares, uno en la esquina este y los otros dos en los puntos donde se apoya el arco del frontón. El frontón en sí, junto con el tejado y toda la cella, han desaparecido. Tampoco se conservan las losas de mármol que cubrían el suelo de la cella y que todavía estaban allí en tiempos de Hermosilla. 

En esta página web puede ver una reconstrucción digital realizada por el historiador local Ángel Castaño que muestra cómo debió de ser el aspecto original de este templo según los últimos datos que actualmente tenemos: Los Mármoles -Raíces de Peralêda. 

## Emplazamiento original
Como hemos dicho, este templo se encontraba en el foro de Augustóbriga, más en concreto, casi al borde de un acantilado que bajaba hacia el Tajo. A su lado existió otro templo de igual planta y supuestamente de igual aspecto, pero del que sólo se encontraron los restos de su base bajo los edificios modernos del pueblo

. Enfrentado a ambos templos gemelos estaba el templo principal

, dedicado a Júpiter

, y entre unos y otros se extendía el foro (el equivalente a nuestra plaza mayor), totalmente porticado y cerrado por un muro

. Este tercer templo era de dimensiones mayores y estaba construido sobre una plataforma elevada a la que se accedía por una escalinata

. Era conocido como "el templo de la Cilla" (la cilla era el granero municipal) porque en tiempos más modernos se aprovechó a tal efecto. De él se conservó una parte inferior de los muros y, aunque deteriorada, la base de la escalinata, coronada por tres de las cuatro columnas que en su día formaron su pórtico.

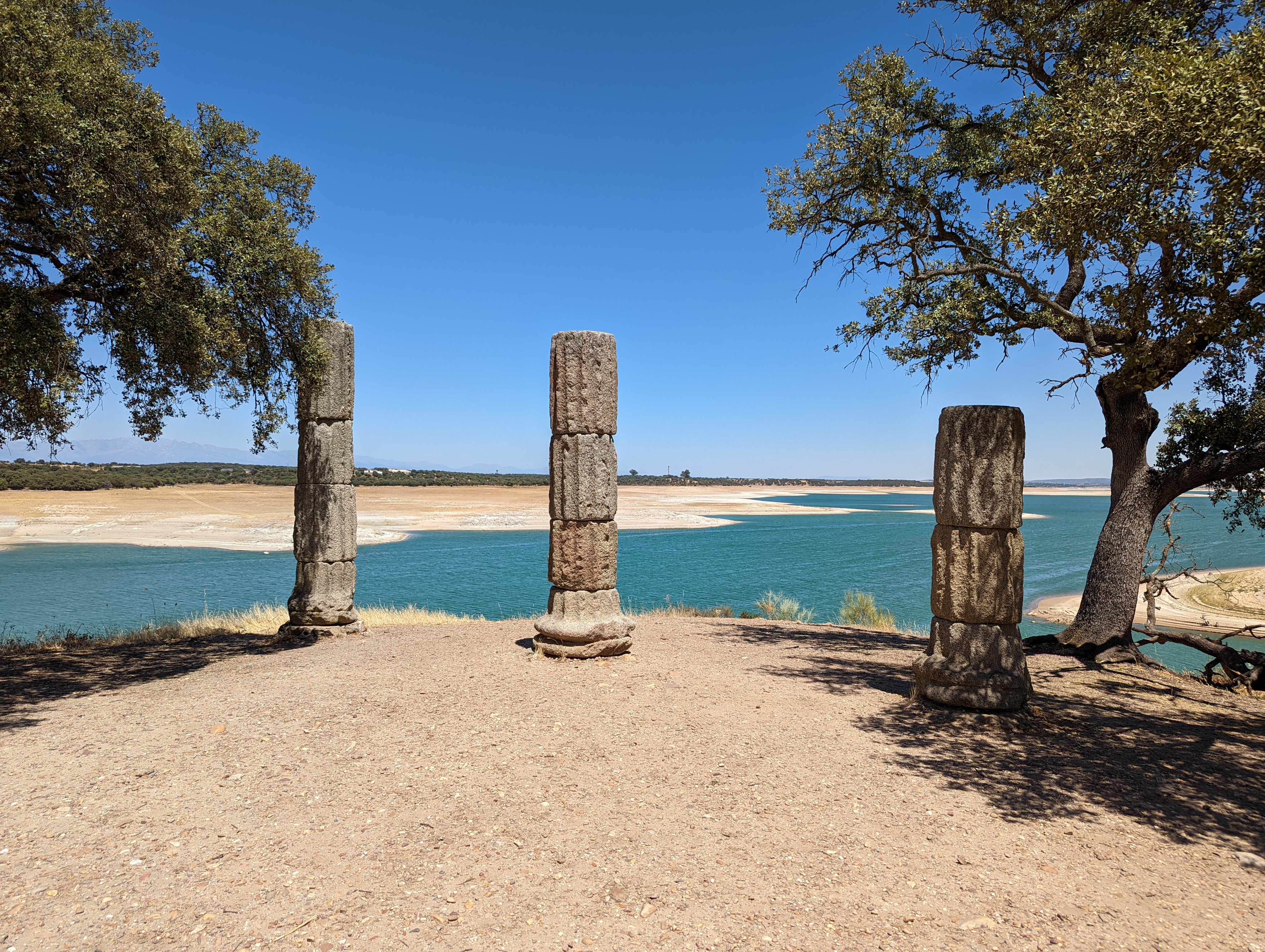

Al ser este otro templo de mampostería y no de sillares, se consideró demasiado complicado su traslado, de modo que sólo se sacaron los restos de sus tres columnas, que hoy vemos a unos metros del templo de los Mármoles y que es todo lo que hemos conservado del antaño dominante Templo de Júpiter.

## En la cultura popular
Tradicionalmente el templo ha sido para los habitantes de la zona algo admirado y al mismo tiempo incomprendido. Curiosamente hasta los años 70 no se asociaban estas ruinas con los romanos, sino con los árabes. La leyenda contaba que ese palacio lo construyó un rey moro para encerrar a su hija en lo alto, pretendiendo así poner fin a los amoríos que ella tenía con un caballero cristiano. En el imaginario popular las columnas tenían como fin alzar lo más alto posible la cámara donde moraba la princesa mora, la cual sólo tenía acceso al exterior por el arco de piedra. Por allí, con una polea, le subían cada mañana una cesta con alimentos, y en esa misma cesta un desdichado día encontró ella el fin de sus penas, pues en un racimo de uvas se ocultaba una víbora que la mordió, acabando así con su vida. 

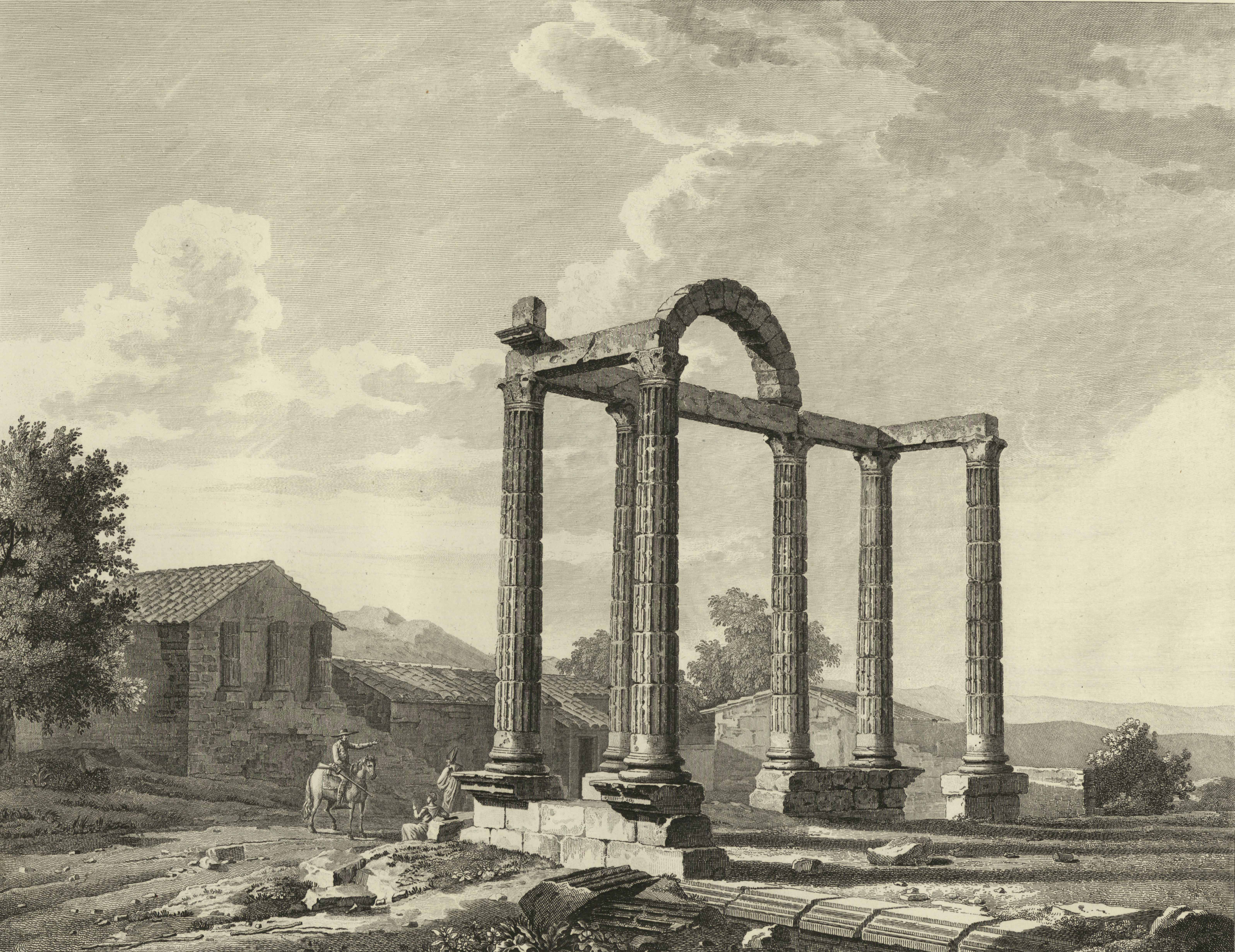

Y como toda leyenda tiene algo de verdad, es más que probable que los moros dieran al monumento algún uso cuando conquistaron la ciudad

, pues el vado de "Alarza" (que significa "campo labrado" en árabe) aún lleva en su nombre constancia del arraigo que los moros tuvieron en la zona, estando a pocos kilómetros de aquí los restos de Medina de Al-balat, capital de toda una provincia del Al-Ándalus. Eso explica que el último recuerdo que quedó de estas piedras las dejara asociadas a los árabes, y no a sus anteriores dueños romanos.

## Situación actual
El templo está actualmente prácticamente abandonado, sin ningún uso ni conservación. Tras su traslado se construyó una pequeña explanada arriba, al nivel de la carretera, en parte cementada y en parte de barro y tierra. Hace algunos años se instalaron unas barandillas de madera que mejoraron los accesos en la bajada al monumento, así como varios paneles informativos. Hoy en día los únicos paneles que quedan legibles y en pie nos informan solamente de las aves que el visitante puede ver en el entorno. El acceso desde la carretera se produce justo al principio de una curva cerrada que si se viaja en dirección a Guadalupe tiene cierto peligro por tener una visibilidad limitada. Colectivos locales, como Raíces de Peraleda, han recogido firmas en toda la región para mejorar el acceso, crear una zona de aparcamientos más amplia, poner en valor el templo, convertirlo en un recurso turístico para la zona y otras propuestas.

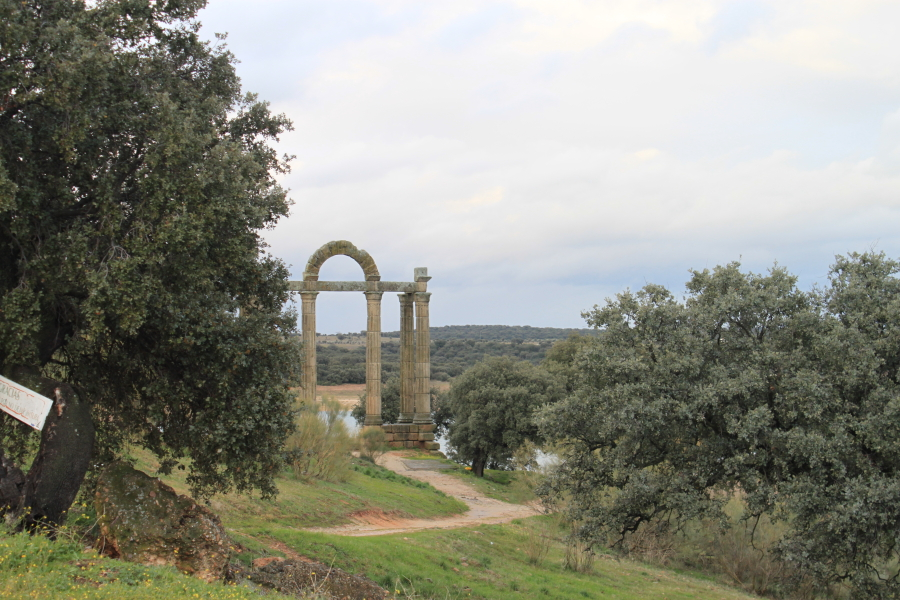

Por el momento, todo sigue igual, y este templo, siendo uno de los mejor conservados de España, sigue siendo el gran desconocido.

## Cómo acceder
Para encontrar este monumento el camino más fácil es venir por la autovía A5 (Madrid-Lisboa) y tomar la salida 178 para entrar en la carretera EX-118. A los 5 km pasará por Peraleda de la Mata, y otros 5 km después llegará al puente sobre el río Tajo. Cruzando el puente, a la izquierda de la carretera, verá el templo de Los Mármoles. Si quiere entrar a la explanada de aparcamiento hágalo con cuidado, o si no quiere correr riesgos mejor continúe un poco más adelante hasta llegar a una gasolinera donde podrá hacer un cambio de sentido y entrar desde el carril de su derecha sin peligro.